# Saint-Benoit-en-Diois

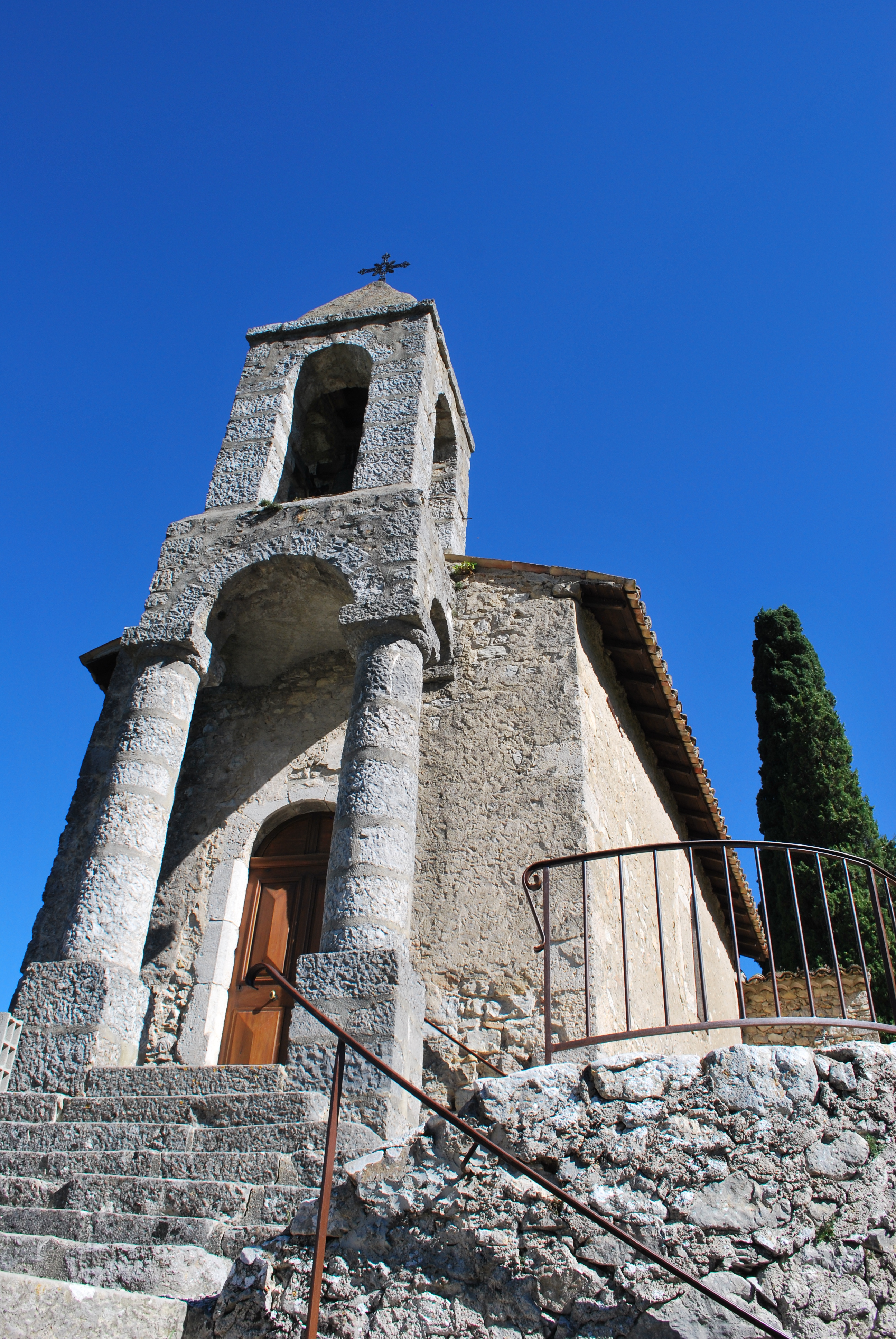
Kościół w Saint-Benoit-en-Diois, 2011

Saint-Benoit-en-Diois – miejscowość i gmina we Francji, w regionie Owernia-Rodan-Alpy, w departamencie Drôme.
Według danych na rok 1990 gminę zamieszkiwało 29 osób, a gęstość zaludnienia wynosiła 3 osoby/km² (wśród 2880 gmin regionu Rodan-Alpy Saint-Benoit-en-Diois plasuje się na 1587. miejscu pod względem liczby ludności, natomiast pod względem powierzchni na miejscu 1146.).